# It Might Get Loud
It Might Get Loud è un film documentario sulla chitarra elettrica dal punto di vista di tre importanti chitarristi rock, ossia The Edge (U2), Jimmy Page (Led Zeppelin) e Jack White (White Stripes, Raconteurs). Nel film i tre parlano, confrontano le loro tecniche e suonano assieme. Ne nasce un confronto tra generazioni e generi musicali diversi.